# فاليريا بوندارينكو
فاليريا بوندارينكو (بالأوكرانية: Бондаренко Валерія Володимирівна) مواليد 20 يونيو 1982 في كريفي ريه، الاتحاد السوفيتي، هي لاعبة كرة مضرب أوكرانية سابقة بدأت مسيرتها كمحترفة سنة 1997 وكانت تلعب باليد اليمنى، اعتزلت اللعب في 2008. أعلى تصنيف لها في الفردي كان 636. أعلى تصنيف لها في الزوجي كان 189.

## روابط خارجية
- فاليريا بوندارينكو على موقع رابطة محترفات التنس (الإنجليزية)
- فاليريا بوندارينكو على موقع الاتحاد الدولي لكرة المضرب (الإنجليزية)
- فاليريا بوندارينكو على موقع كأس بيلي جين كينغ (الإنجليزية)
- فاليريا بوندارينكو على موقع خلاصة التنس.كوم (الإنجليزية)